# Alan Knight
Alan Knight (Balham, 3 giugno 1961) è un allenatore di calcio ed ex calciatore inglese, di ruolo portiere che ha giocato nel Portsmouth per 23 stagioni.

## Carriera

### Club
Ha totalizzato 796 presenze con la maglia del Portsmouth tra campionato (tra la prima e la quarta divisione inglese), FA Cup e Coppa di lega e nonostante ciò, non è il primatista di presenze del club: il record spetta a Jimmy Dickinson (845).

## Palmarès

### Club

#### Competizioni nazionali
- Football League One: 1

Portsmouth: 1982-1983